# Puerto Banús
Pour les articles homonymes, voir Banus.

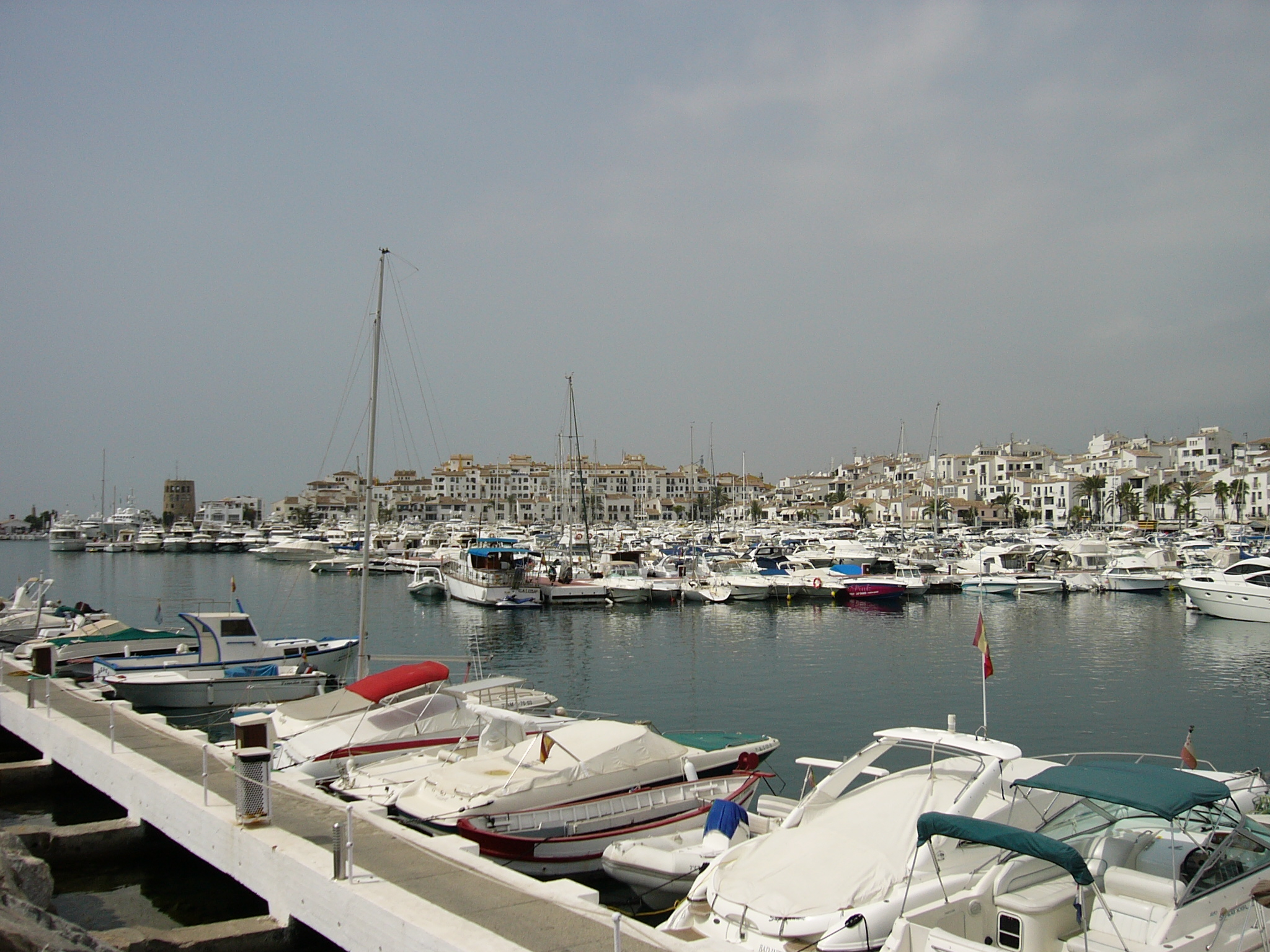
Marina de Puerto Banús.

Puerto Banús est une marina de luxe située dans la ville andalouse de Marbella, une station balnéaire sur la Costa del Sol (Province de Malaga, Andalousie, Espagne). Puerto Banús se trouve à l'ouest du centre-ville historique et près du quartier résidentiel connu sous le nom de Nueva Andalucía. On l'appelle le « Saint- Tropez » espagnol.

## Histoire

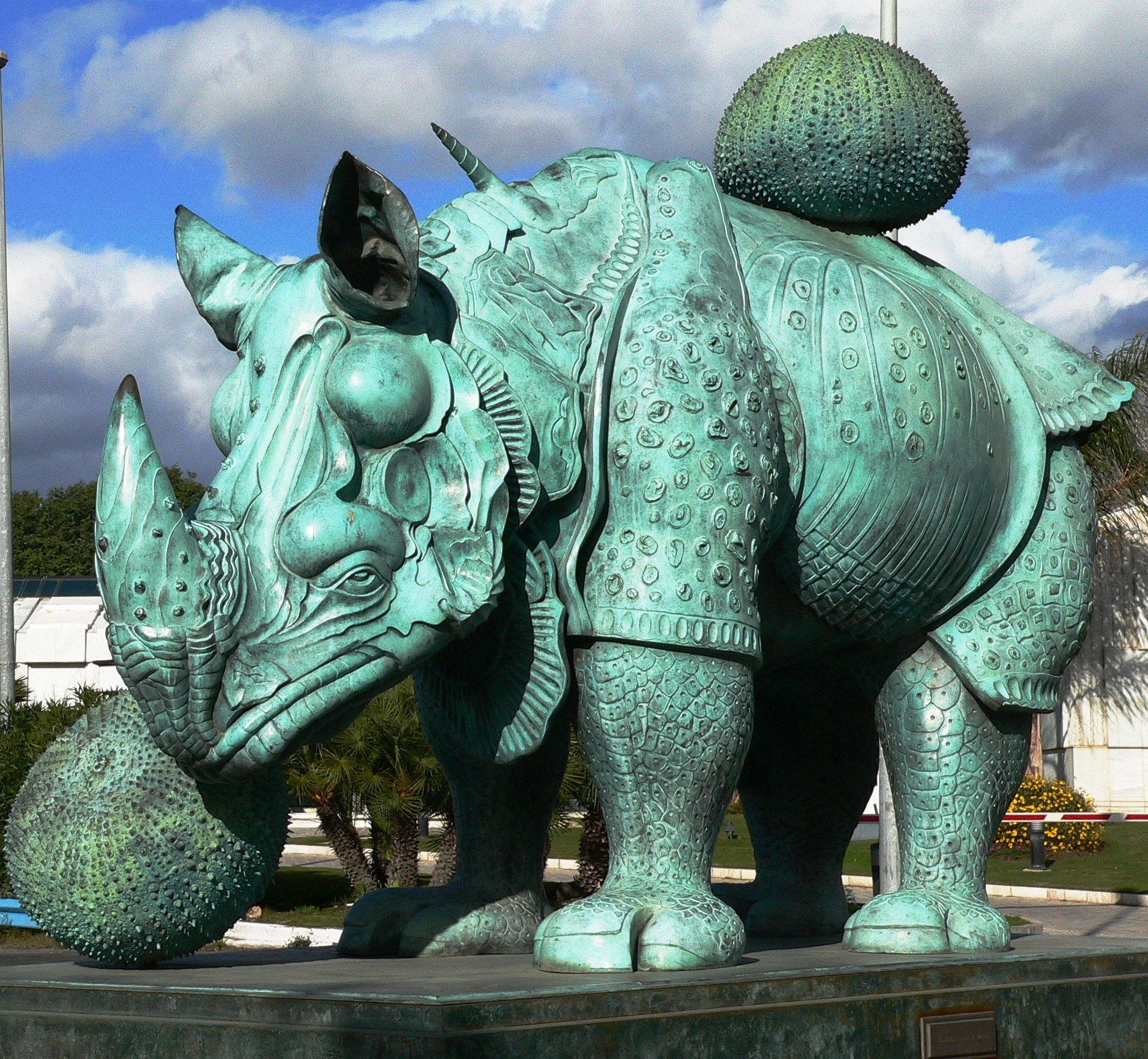
Rhinocéros de Dalí, 3600 kg.

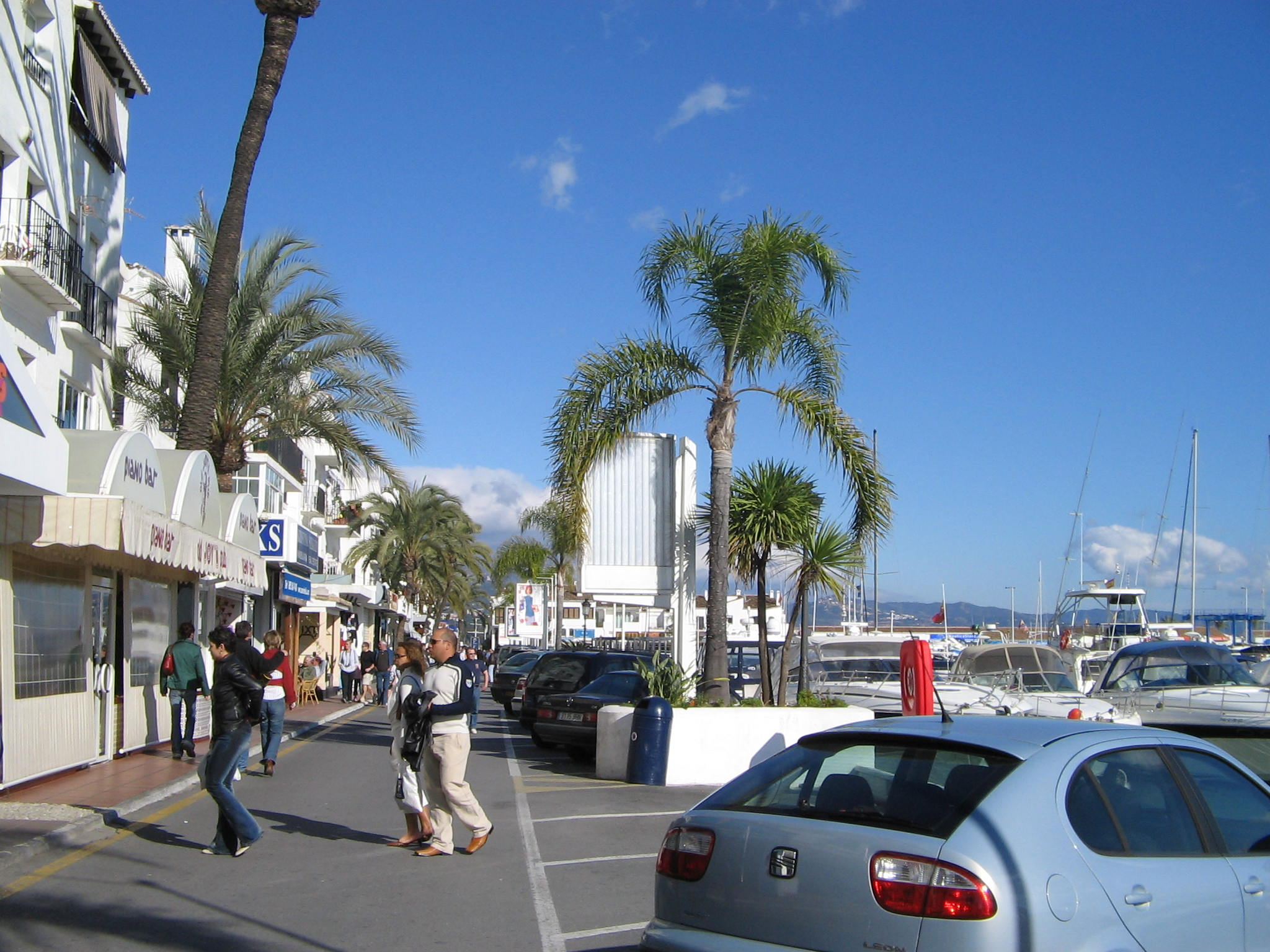
Rue en bord de mer.

En 1966, José Banús (es), un proche de Franco envisage de construire des tours résidentielles au bout de la plage du Marbella Club Hotel. L'architecte Noldi Schleck, qui a réalisé ce club, arrive pourtant à le convaincre d'y bâtir à la place un village andalou avec une marina. Le complexe de luxe Puerto Banús est inauguré en mai 1970, en présence de 1 700 personnes, dont le prince Rainier III et la princesse Grace de Monaco, l'Aga Khan, Hugh Hefner et Roman Polanski. 22 kg de caviar Beluga sont mangés alors que Julio Iglesias s'occupe de l'animation musicale,.

## La station
La station est située à 7,5 km du centre de Marbella qui bénéficie d'un climat privilégié avec plus de 300 jours de soleil par an.
L’aéroport de Malaga, à l'est, se situe à 60 km et celui de Gibraltar, à l'Ouest, à 70 km.
Le complexe comporte de nombreuses boutiques de luxe comme Dior, Gucci, Bulgari, Versace, Moncler, Dolce & Gabbana, Loewe, Yves Saint Laurent, Chanel, Fendi, Bulgari, Hermes, Louis Vuitton mais aussi trois centres commerciaux dont le magasin le plus célèbre d'Espagne, El Corte Inglés l'équivalent des Galeries Lafayette en France.
Puerto Banus est le lieu idéal pour se promener et admirer les énormes et luxueux yachts qui y sont amarrés. Les amateurs de voitures décapotables et de hautes cylindrées des marques les plus célèbres (Maserati, Bentley, Ferrari, Porsche…) ne seront pas en reste non plus.
Une statue de rhinocéros en bronze de Salvador Dalí (depuis 2004) et un mémorial de la victoire réalisé par le sculpteur géorgien Zourab Tsereteli, cadeau du maire de Moscou en 1994 ornent la station. La star hollywoodienne Antonio Banderas est née à Málaga. Il possède d’ailleurs une maison avec son épouse, l’actrice Mélanie Griffith, à proximité. Alors, quand il a fallu choisir un nom pour la place principale de Puerto Banus, située derrière El Corte Inglés, le choix d’un héros local semblait logique.
Les amateurs de golf ne sont pas en reste non plus car quatre terrains se situent à proximité immédiate de Puerto Banus.
Dans les années 2010, cinq millions de personnes s'y rendent chaque année.
Puerto Banús s'anime la nuit quand ses rues, ses bars, ses discothèques, son casino et ses cinémas sont fréquentés par les touristes venus du monde entier. Le jour, ce sont les plages de sable fin avec des chiringuito ou « bars sur la plage » qui offrent des transats et de la musique, qui attirent cette clientèle.